# Håvard Solbakken
Håvard Solbakken (ur. 9 sierpnia 1973 r.) – norweski biegacz narciarski, brązowy medalista mistrzostw świata.

## Kariera
W 2001 roku wystartował na mistrzostwach świata w Lahti. Osiągnął tam największy sukces w swojej karierze zdobywając brązowy medal w sprincie techniką dowolną. W biegu tym wyprzedzili go jedynie zwycięzca, również reprezentant Norwegii Tor Arne Hetland oraz drugi na mecie Cristian Zorzi z Włoch. Na tych samych mistrzostwach zajął także 27. miejsce w biegu łączonym na 20 km. Na kolejnych mistrzostwach świata już nie startował.
Nigdy nie startował na igrzyskach olimpijskich. Najlepsze wyniki w Pucharze Świata osiągnął w sezonie 1999/2000, kiedy to zajął 22. miejsce w klasyfikacji generalnej, a w klasyfikacji sprintu był trzeci. Ponadto Solbakken w 2000 roku zdobył srebrny medal mistrzostw Norwegii w biegu na 15 km stylem klasycznym, a w biegu na 10 km stylem klasycznym wywalczył brązowy medal. Podczas mistrzostw Norwegii w 2004 roku wywalczył brązowe medale w sprincie drużynowym techniką dowolną oraz na dystansie 50 km stylem dowolnym.
W 2006 roku zakończył karierę.

## Osiągnięcia

### Mistrzostwa świata
| Miejsce | Dzień     | Rok  | Miejscowość | Konkurencja            | Czas biegu | Strata  | Zwycięzca        |
| ------- | --------- | ---- | ----------- | ---------------------- | ---------- | ------- | ---------------- |
| 27.     | 17 lutego | 2001 | Lahti       | 2x10 km łączony        | 47:15,5    | +1:41,2 | Per Elofsson     |
| 3.      | 21 lutego | 2001 | Lahti       | Sprint stylem dowolnym | 3:14,1     | +1,3    | Tor Arne Hetland |

### Puchar Świata

#### Miejsca w klasyfikacji generalnej
- sezon 1997/1998: 82.
- sezon 1998/1999: -
- sezon 1999/2000: 22.
- sezon 2000/2001: 38.
- sezon 2001/2002: 76.
- sezon 2002/2003: 66.
- sezon 2003/2004: 94.

#### Miejsca na podium
| Nr | Dzień      | Rok  | Miejscowość            | Konkurencja              | Czas biegu | Strata | Pozycja | Zwycięzca             |
| -- | ---------- | ---- | ---------------------- | ------------------------ | ---------- | ------ | ------- | --------------------- |
| 1. | 29 grudnia | 1999 | Garmisch-Partenkirchen | Sprint stylem dowolnym   | -          | -      | 2       | Peter Schlickenrieder |
| 2. | 29 grudnia | 1999 | Kitzbühel              | Sprint stylem dowolnym   | -          | -      | 2       | Morten Brørs          |
| 3. | 28 lutego  | 2000 | Sztokholm              | Sprint stylem klasycznym | -          | -      | 3       | Odd-Bjørn Hjelmeset   |
| 4. | 29 grudnia | 2000 | Engelberg              | Sprint stylem dowolnym   | -          | -      | 3       | Tor Arne Hetland      |